# Great Warford
 (février 2025).
Si vous disposez d'ouvrages ou d'articles de référence ou si vous connaissez des sites web de qualité traitant du thème abordé ici, merci de compléter l'article en donnant les références utiles à sa vérifiabilité et en les liant à la section « Notes et références ».
Great Warford est un petit village et une paroisse civile dans le comté de Cheshire d'Angleterre.

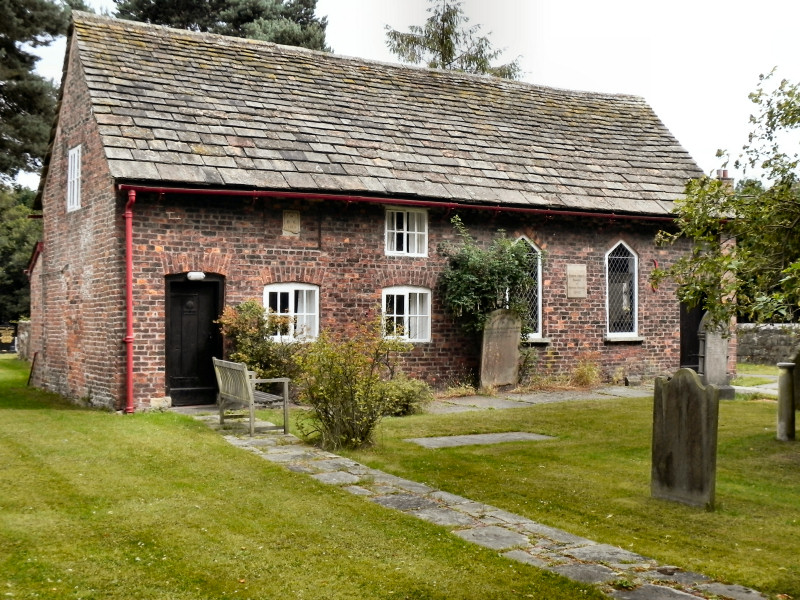
Chapelle baptiste

Ici se trouve Warford Hall, un château anglais du XIXe siècle dans le style italianisant, et une chapelle baptiste qui est classée un monument historique du grade II*.